# Quadriforza
Nella teoria della relatività, la quadriforza è un quadrivettore che sostituisce la forza classica.

## In relatività ristretta
La quadriforza è definita come il tasso di variazione del quadrimpulso di una particella rispetto al tempo proprio della particella:
{\displaystyle \mathbf {F} ={\mathrm {d} \mathbf {P}  \over \mathrm {d} \tau }}.
Per una particella di massa a riposo costante {\displaystyle m>0}, {\displaystyle P^{\mu }=mU^{\mu }} dove {\displaystyle U^{\mu }=\gamma (c,\mathbf {u} )} è la quadrivelocità, quindi si può correlare la quadriforza con la quadriaccelerazione {\displaystyle A^{\mu }} come nella seconda legge di Newton:
{\displaystyle \mathbf {F} =m\mathbf {A} =\left(\gamma {\mathbf {f} \cdot \mathbf {u}  \over c},\gamma {\mathbf {f} }\right)}.
dove
{\displaystyle {\mathbf {f} }={\mathrm {d}  \over \mathrm {d} t}\left(\gamma m{\mathbf {u} }\right)={\mathrm {d} \mathbf {p}  \over \mathrm {d} t}}
e
{\displaystyle {\mathbf {f} \cdot \mathbf {u} }={\mathrm {d}  \over \mathrm {d} t}\left(\gamma mc^{2}\right)={\mathrm {d} E \over \mathrm {d} t}.}
dove {\displaystyle \mathbf {u} }, {\displaystyle \mathbf {p} } e {\displaystyle \mathbf {f} } sono vettori nello spazio 3d che descrivono rispettivamente la velocità, la quantità di moto della particella e la forza agente su di essa.

## Con interazioni termodinamiche
Dalle formule della sezione precedente, pare che la componente temporale della quadriforza è la potenza spesa {\displaystyle \mathbf {f} \cdot \mathbf {u} }, a parte le correzioni {\displaystyle \gamma /c}. Questo è vero solo in situazioni puramente di meccanica, dove gli scambi di calore sono nulli o trascurabili.
Nel caso termodinamico, non solo il lavoro, ma anche il calore contribuisce alla variazione di energia, che è la componente temporale del quadrimpulso. La componente temporale della quadriforza in questo caso comprende un tasso di riscaldamento {\displaystyle h}, oltre alla potenza {\displaystyle \mathbf {f} \cdot \mathbf {u} }. Si noti che il lavoro e il calore non possono essere separati, dal momento che entrambi portano inerzia. Questo fatto si estende anche alle forze di contatto, ossia al tensore energia-impulso.
Pertanto, nelle situazioni termo-meccaniche la componente temporale non è proporzionale alla potenza {\displaystyle \mathbf {f} \cdot \mathbf {u} } ma ha un'espressione più generica, da determinare caso per caso, che rappresenta la quantità di energia interna dalla combinazione del lavoro e del calore, e che al limite newtoniano diventa {\displaystyle h+\mathbf {f} \cdot \mathbf {u} }.

## In relatività generale
In relatività generale la relazione tra la quadriforza e la quadriaccelerazione è la stessa, ma gli elementi della quadriforza sono legati agli elementi del quadrimpulso da una derivata covariante rispetto al tempo proprio.
{\displaystyle F^{\lambda }:={\frac {DP^{\lambda }}{d\tau }}={\frac {dP^{\lambda }}{d\tau }}+\Gamma ^{\lambda }{}_{\mu \nu }U^{\mu }P^{\nu }}
Inoltre, si può formulare la forza usando il concetto di trasformazioni di coordinate tra diversi di sistemi di coordinate. Si assume che si conosca la corretta espressione per la forza in un sistema di coordinate in cui la particella è momentaneamente a riposo. Allora si può effettuare una trasformazione a un altro sistema per ottenere la corrispondente espressione per la forza. In relatività ristretta la trasformazione sarà una trasformazione di Lorentz tra sistemi di coordinate che si muovono con una velocità relativa costante mentre in relatività generale sarà una trasformazione di coordinate generica.
Si consideri la quadriforza {\displaystyle F^{\mu }=(F^{0},\mathbf {F} )} agente su una particella di massa {\displaystyle m} che è momentaneamente a riposo in un sistema di coordinate. La forza relativistica {\displaystyle f^{\mu }} in un altro sistema di coordinate che si muove a velocità costante {\displaystyle v}, relativa all'altro si ottiene con una trasformazione di Lorentz:
{\displaystyle {\mathbf {f} }={\mathbf {F} }+(\gamma -1){\mathbf {v} }{{\mathbf {v} }\cdot {\mathbf {F} } \over v^{2}},}
{\displaystyle f^{0}=\gamma {\boldsymbol {\beta }}\cdot \mathbf {F} ={\boldsymbol {\beta }}\cdot \mathbf {f} .}
dove {\displaystyle {\boldsymbol {\beta }}=\mathbf {v} /c}.
In relatività generale, l'espressione per la forza diventa
{\displaystyle f^{\mu }=m{DU^{\mu } \over d\tau }}
con la derivata covariante {\displaystyle D/d\tau }. L'equazione del moto diventa
{\displaystyle m{d^{2}x^{\mu } \over d\tau ^{2}}=f^{\mu }-m\Gamma _{\nu \lambda }^{\mu }{dx^{\nu } \over d\tau }{dx^{\lambda } \over d\tau },}
dove {\displaystyle \Gamma _{\nu \lambda }^{\mu }} è un simbolo di Christoffel. Se non ci sono forze esterne, questa diventa l'equazione delle geodetiche nello spaziotempo curvo. Il secondo termine nell'equazione di cui sopra, gioca il ruolo di una forza gravitazionale. Se {\displaystyle f_{f}^{\alpha }} è la corretta espressione per la forza in un sistema in caduta libera {\displaystyle \xi ^{\alpha }}, si può quindi usare il principio di equivalenza per scrivere la quadriforza in coordinate arbitrarie {\displaystyle x^{\mu }}:
{\displaystyle f^{\mu }={\partial x^{\mu } \over \partial \xi ^{\alpha }}f_{f}^{\alpha }.}

## Esempi
In relatività ristretta, la forza di Lorentz (la quadriforza agente su particelle cariche situate in un campo elettromagnetico) può essere espressa come:
{\displaystyle F_{\mu }=qF_{\mu \nu }U^{\nu }},
dove
- {\displaystyle F_{\mu \nu }} è il tensore elettromagnetico,
- {\displaystyle U^{\nu }} è la quadrivelocità e
- {\displaystyle q} è la carica elettrica.